# 朱錫琨
朱 錫琨（しゅ しゃくこん、Zhu Xikun、1813年? - 1854年?）は、太平天国の指導者の一人。
広西省鬱林州博白県出身。1850年の金田蜂起に参加し、1851年には監軍に昇格した。1853年の南京攻略までの間に功績をあげ、殿左三検点に昇進した。5月に林鳳祥らの北伐軍の後続部隊の指揮を命ぜられ、秋には剿胡侯に封ぜられた。1854年春に北伐軍が南に向けて撤退する途中で、朱錫琨は阜城で清軍を防いでいる。その後の事績は不明である。阜城の戦いから翌年の連鎮の戦いまでのいずれかの時点で戦死したものと考えられる。